# Karl Friedrich Stellbrink

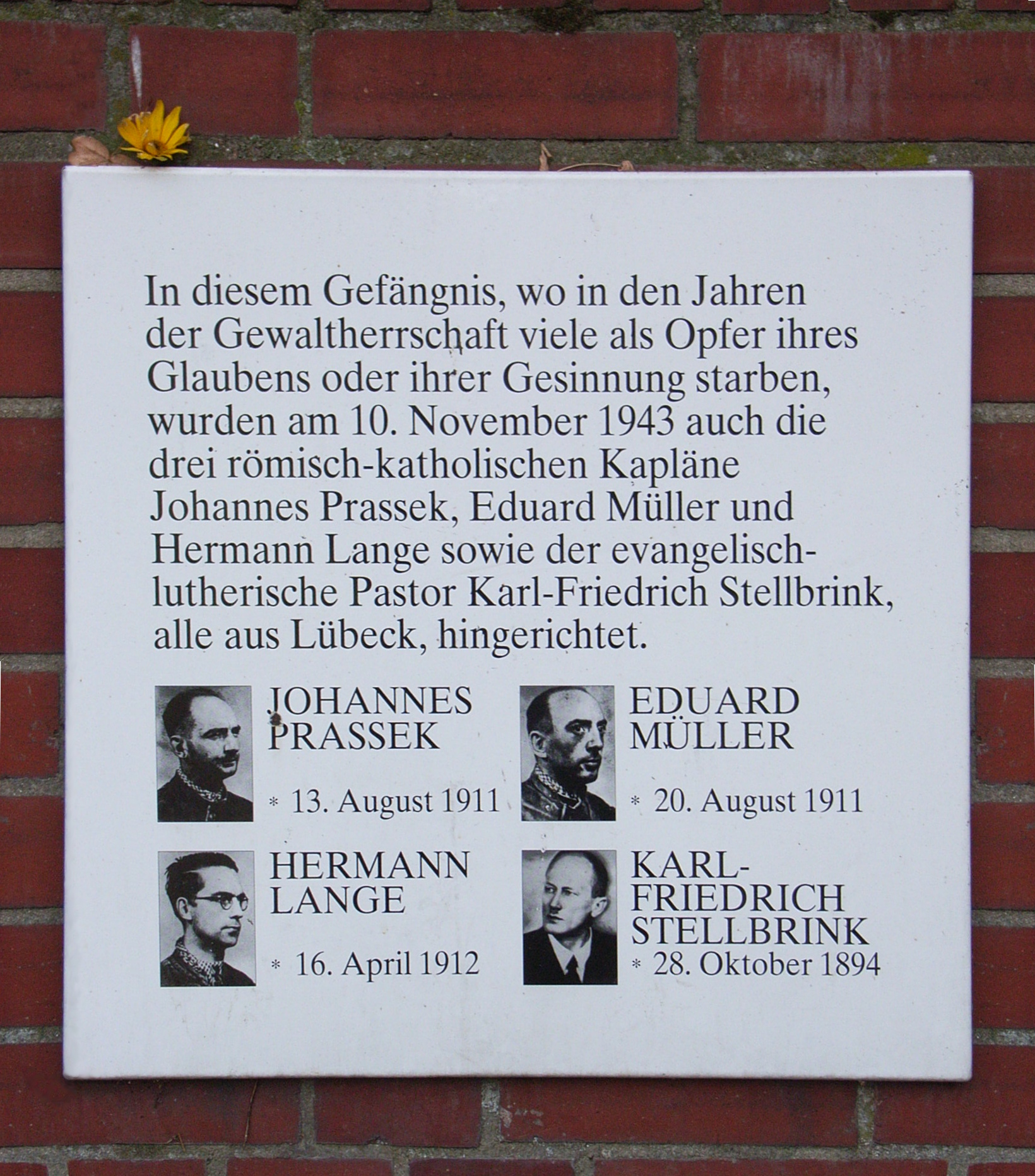
Monumento a los cuatro mártires de Lübeck en Hamburgo

Karl Friedrich Stellbrink (28 de octubre de 1894 – 10 de noviembre de 1943) fue un pastor luterano alemán, y uno de los mártires de Lübeck, guillotinado por oponerse al régimen nazi de Adolf Hitler.

## Biografía
Nació en Münster, Alemania en 1894, residiendo en Brasil de 1921 a 1929, donde ejerció como vicario extranjero. En 1934, fue nombrado pastor de la Iglesia luterana en Lübeck, Alemania. Se identificó inicialmente con el movimiento nacionalsocialista pero no estaba involucrado con la Iglesia Confesante, que surgió con el fin de resistir los esfuerzos de Hitler para subyugar el protestantismo alemán bajo una Iglesia Unificada del Reich. Aun así, la campaña nazi Kirchenkampf contra las Iglesias alteró su condena, y fue expulsado del partido nazi en 1936. Más tarde fue interrogado varias veces por la Gestapo "por ayudar a judíos perseguidos".
En 1941, mientras ejercía como pastor en Lübeck, conoció a Johannes Prassek, un sacerdote católico de la Iglesia Católica del Sagrado Corazón. Compartieron su desaprobación del régimen nazi, y Prassek introdujo a Stellbrink a sus colegas católicos, los franciscanos Hermann Lange y Eduard Müller. Los cuatro sacerdotes hablaron públicamente contra los nazis (al principio de manera discreta) distribuyendo panfletos a amigos y feligreses. Copiaron y distribuyeron sermones antinazis del obispo católico August von Galen de Munster. Luego, tras el bombardeo de Lübeck por los británicos, después de que Stellbrink fuese herido, entregó un sermón en el Domingo de Ramos que atribuía el bombardeando a un castigo divino. Stellbrink fue arrestado, junto con los tres sacerdotes católicos. Fue sentenciado a muerte por la Corte Popular el 23 de junio de 1943, y ejecutado en Hamburgo el 10 de noviembre de 1943, junto con sus tres colegas. La mezcla de sangre de los cuatro mártires guillotinados se ha convertido en un símbolo del ecumenismo alemán.
Fue honrado incluyendólo en el Calendario litúrgico luterano en el día de su muerte, 10 de noviembre.

## Otras fuentes
- Leber, Annedore (1957). Conscience in Revolt: Sixty-four Stories of Resistance in Germany, 1933–45. Vallentine, Mitchell.Vallentine, Mitchell.

- Datos: Q883026
- Multimedia: Karl Friedrich Stellbrink / Q883026